# Idioma zemba
El zemba (o llamado zimba, dhimba, tjimba, chimba, etc.) es una lengua bantú del grupo R que hablan los dhimbas en el suroeste de Angola y en Namibia. Viven en el extremo suroccidental del país, en las provincias de Cunene y de Namibe. Los 12.000 dhimbas que viven en Namibia (12.800, según el joshuaproject) lo hacen en el noroeste del país, en la región de Kunene, en las áreas de Etoto y de Ruacana. Los dhimbes son vecinos de los hereros , cuya lengua es muy cercana al zemba. El código ISO 639-3 del zemba es dhm , su código en el glottolog es zemb1238, y su código Guthrie de lenguas bantús es H.311.

## Familia lingüística y relación con otras lenguas
El zemba forma parte del grupo R de las lenguas bantúes, concretamente en el subgrupo de las lenguas hereros. Es muy cercana al herero, lengua de la que a veces es considerada dialecto, pero ha sido listada como lengua independiente tanto por el ethnologue como por el glottolog y por Guthrie. Según el ethnologue forma parte del cluster lingüístico del herero meridional con los dialetos de esta última lengua cavikwa, himba , muakaona y mundokena. Según el glottolog, junto con las lenguas ndongues y las lenguas umbundus forma parte de las lenguas herero-nkumbi-wambos.

## Uso
El zemba es una lengua desarrollada (EGIDS 5): disfruta de un uso vigoroso para personas de todas las edades, tiene literatura y forma estandarizada, aunque no es totalmente sostenible. Su estandarización se realizó entre 2008 y 2013 y se escribe en alfabeto latino. 